# 庄内町阿蘇野
庄内町阿蘇野（しょうないちょうあその）とは、大分県由布市内の大字。郵便番号は879-5423。ここでは旧直入郡阿蘇野村についても説明する。

## 地理
由布市の南西部、九重連山の北縁、黒岳の麓に位置する。地区の一部が阿蘇くじゅう国立公園に含まれる。中山間地域であるが、男池湧水群や白水鉱泉、阿蘇野鉱泉などの豊富な水源、庄内温泉で知られ、ミネラルウォーターのボトリング工場がおかれている。
町域は旧直入郡阿蘇野村にあたるが、1950年に大分郡に編入され、1954年に他村と合併し庄内村となり、庄内村（のちの庄内町）の一地名（大分郡庄内町大字阿蘇野）となった。
庄内町直野内山と接し、他市町とは竹田市（直入町大字上田北、直入町大字長湯、久住町大字有氏）、玖珠郡九重町田野と接する。

## 歴史
- 1889年4月1日 - 町村制の施行により、阿蘇野村が発足。（直入郡阿蘇野村）
- 1950年1月1日 - 阿蘇野村が直入郡から大分郡に所属変更。（大分郡阿蘇野村）
- 1954年11月1日 - 阿南村・東庄内村・西庄内村・南庄内村・阿蘇野村が合併し、大分郡庄内村が成立。（大分郡庄内村字阿蘇野）
- 1955年4月1日 - 町制施行により大分郡庄内町が成立。（大分郡庄内町大字阿蘇野）
- 2005年10月1日 - 挾間町・庄内町・湯布院町で新設合併、市政施行で由布市が成立。大字表記および、小字が廃止される。（由布市庄内町阿蘇野）[3]

## 小・中学校の学区
市立小・中学校に通う場合、学区は以下の通りとなる。2016年3月に由布市立阿蘇野小学校が閉校した。
| 町名         | 小学校               | 中学校             |
| ------------ | -------------------- | ------------------ |
| 庄内町阿蘇野 | 由布市立西庄内小学校 | 由布市立庄内中学校 |

## 交通

### バス
かつては、大分バスが営業していたが、由布市が運営するコミュニティバスに転換している。

### 道路
- 大分県道621号田野庄内線
- 広域農道『久住飯田南部地域開発農道』（ふるさと林道由布朝地線）

「ぐるっとくじゅう周遊道路」を形成する。

## 施設

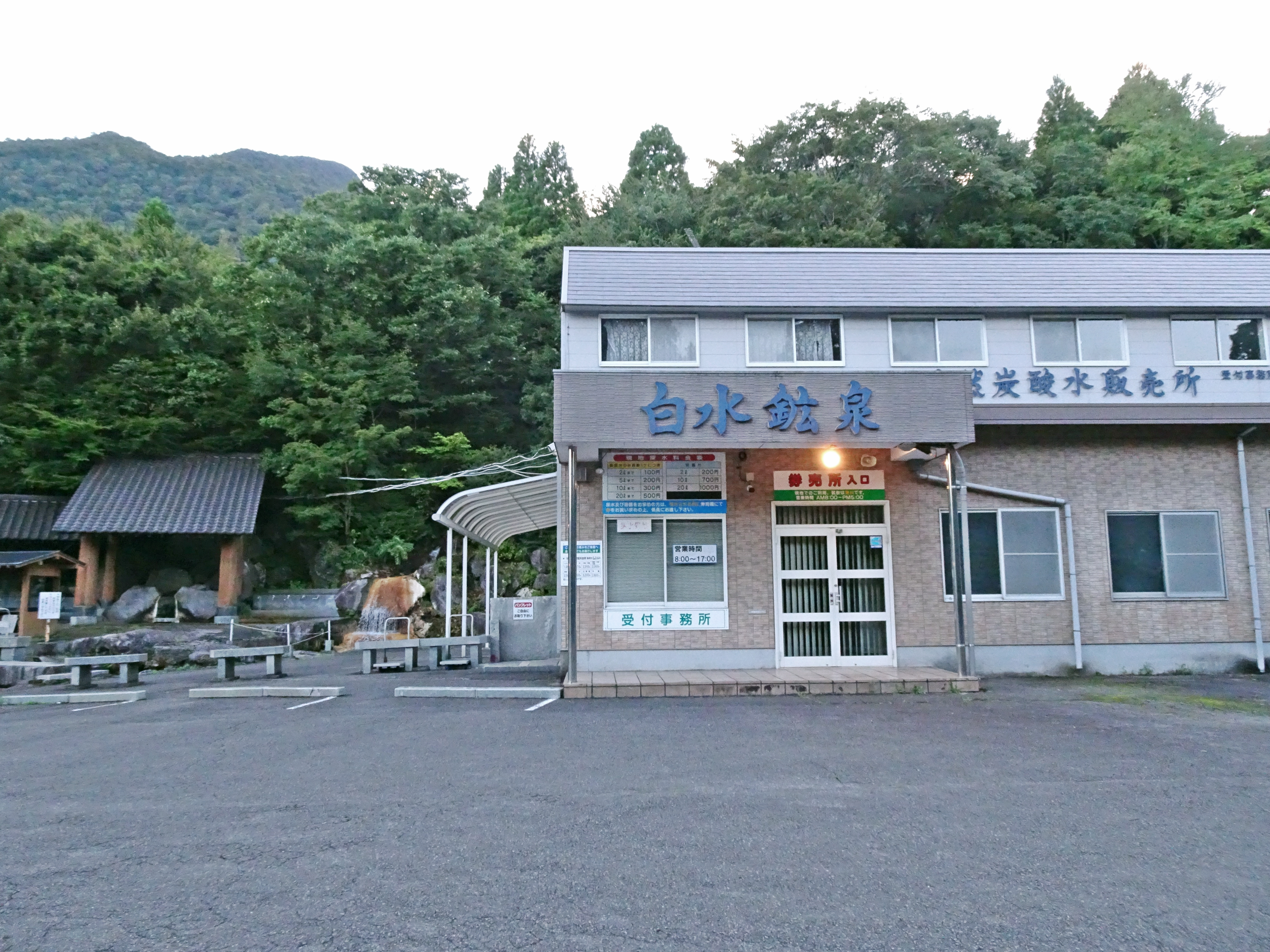
白水鉱泉

- 黒岳 (大分県)
- 男池湧水群
- 白水鉱泉
- 阿蘇野川
- 阿蘇野神社
- 松尾城
- トライアル飲料由布工場
- ゆふいんラヂオ局阿蘇野中継局白水鉱泉